# FK Iskra Borčice
FK Iskra Borčice là một câu lạc bộ bóng đá Slovakia đến từ Borčice. Đội bóng đang thi đấu ở 4. liga (cấp độ 4).

## Màu sắc và huy hiệu
Màu sắc của đội bóng là đỏ và trắng.

## Danh hiệu

### Trong nước
- Giải bóng đá hạng ba quốc gia Slovakia (1993-)
  - Vô địch (1): 2014-15 (thăng hạng)
- Cúp bóng đá Slovakia (1961-)
  - Tứ kết 2017-18

## Đội hình hiện tại
Tính đến ngày 25 tháng 2 năm 2018

Ghi chú: Quốc kỳ chỉ đội tuyển quốc gia được xác định rõ trong điều lệ tư cách FIFA. Các cầu thủ có thể giữ hơn một quốc tịch ngoài FIFA.
| Số | VT | Quốc gia | Cầu thủ                  |
| -- | -- | -------- | ------------------------ |
| 1  | TM | Slovakia | Peter Kosa               |
| 2  | HV | Slovakia | Marek Kočka              |
| 3  | HV | Slovakia | Jozef Decký (đội trưởng) |
| 4  | HV | Slovakia | Róbert Petruš            |
| 6  | HV | Slovakia | Mário Machara            |
| 8  | TV | Slovakia | Martin Suchý             |
| 10 | TV | Slovakia | Miroslav Barčík          |
| 11 | TV | Slovakia | Patrik Mačina            |
| 12 | TĐ | Slovakia | Dominik Hasidlo          |

| Số | VT | Quốc gia | Cầu thủ        |
| -- | -- | -------- | -------------- |
| 14 | HV | Slovakia | Lukáš Mravec   |
| 15 | HV | Slovakia | Marek Púpala   |
| 17 | HV | Slovakia | Matej Siva     |
| 20 | TV | Slovakia | Dominik Ujlaky |
| 21 | TV | Slovakia | Róbert Gábor   |
| 29 | HV | Slovakia | Ľuboš Hanzel   |
| 30 | TM | Slovakia | Jozef Bobot    |
| 33 | TM | Slovakia | Dominik Huňa   |

Về các chuyển nhượng gần đây, xem Danh sách chuyển nhượng bóng đá Slovakia đông 2015-16.

## Cầu thủ đáng chú ý
Từng thi đấu cho các đội tuyển quốc gia tương ứng. Các cầu thủ có tên in đậm thi đấu cho đội tuyển quốc gia khi thi đấu cho FK Iskra Borčice.
- Miroslav Barčík
- Juraj Halenár
- Ľuboš Hanzel
- Ján Novák

## Huấn luyện viên
- Róbert Novák (2013 – tháng 5 năm 2014)
- Anton Dragúň (tháng 6 năm 2014 – tháng 9 năm 2014)
- Róbert Novák (tháng 10 năm 2014 – tháng 12 năm 2014)
- Štefan Grendel (tháng 3 năm 2015 – tháng 7 năm 2015)
- Jozef Majoroš (tháng 7 năm 2015-31 tháng 12 năm 2015)
- Alexander Homér (5 tháng 1 năm 2016-3 tháng 3 năm 2016)
- Ivan Galád (3 tháng 3 năm 2016-19 tháng 4 năm 2016)
- Alexander Homér (19 tháng 4 năm 2016-nay)